# 月経周期

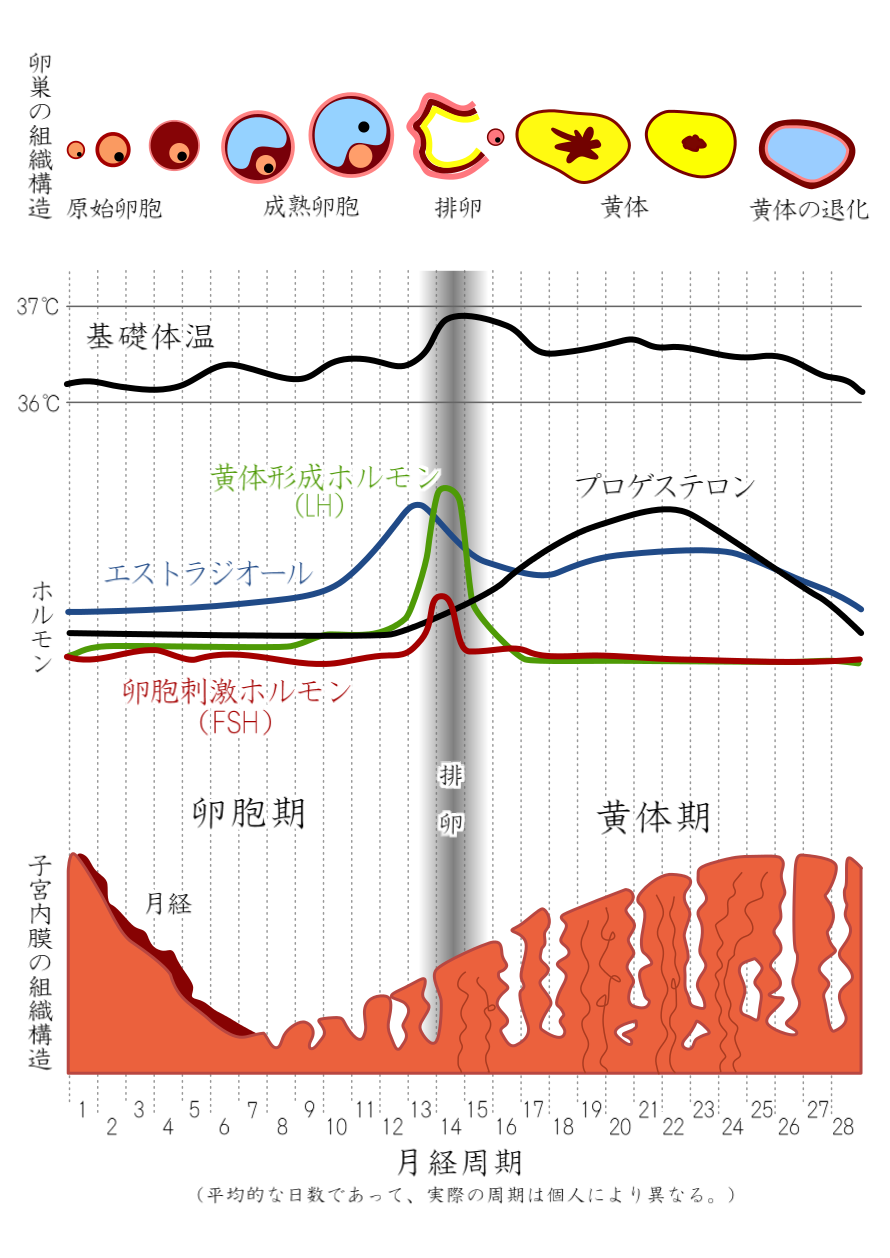
月経周期における卵巣・基礎体温・ホルモン分泌・子宮内膜などの変化

月経周期（げっけいしゅうき）とは、月経の開始日から次の月経が開始する前日までの日数のことである。この周期は、ホルモンの複雑な相互作用によって調節されている。

## 日数
個人差はあるが、約1カ月の周期で起こり、月経周期は通常は25–38日、または24–38日が正常の範囲である。月経周期がぴったり28日の女性の割合は10 - 15％であり、少なくとも20％の女性は周期が不規則である。1962年に行われた約1万6000周期分の解析結果から、日本人女性は25 - 38日の月経周期だと正常と判断される。
2020年に行われた女性向け体調管理アプリ「ルナルナ」のユーザー32万人、600万周期の解析結果から、年代ごとの月経周期にはかなり差があり、20代後半から50代にかけて、一度周期が短くなった後で長くなる傾向が見られた。また、個人差も大きいことが示されている。
月経時の出血は、通常5±2日間続く。正常な月経周期は健康な状態であることを意味する。過度のストレスや脂肪量の減少などにより、ホルモンが正常に分泌されずに周期が異常となる場合がある。

## フェーズ
月経周期は、以下の観点からそれぞれ3つのフェーズに分けられる。
- 卵巣の状態
  - 卵胞期（月経が始まってから排卵までの時期）
  - 排卵期（成熟した卵胞から卵子が放出される時期）
  - 黄体期（排卵後、月経が始まるまでの時期）
- 子宮の状態
  - 月経期
  - 増殖期
  - 分泌期